# にんじん村

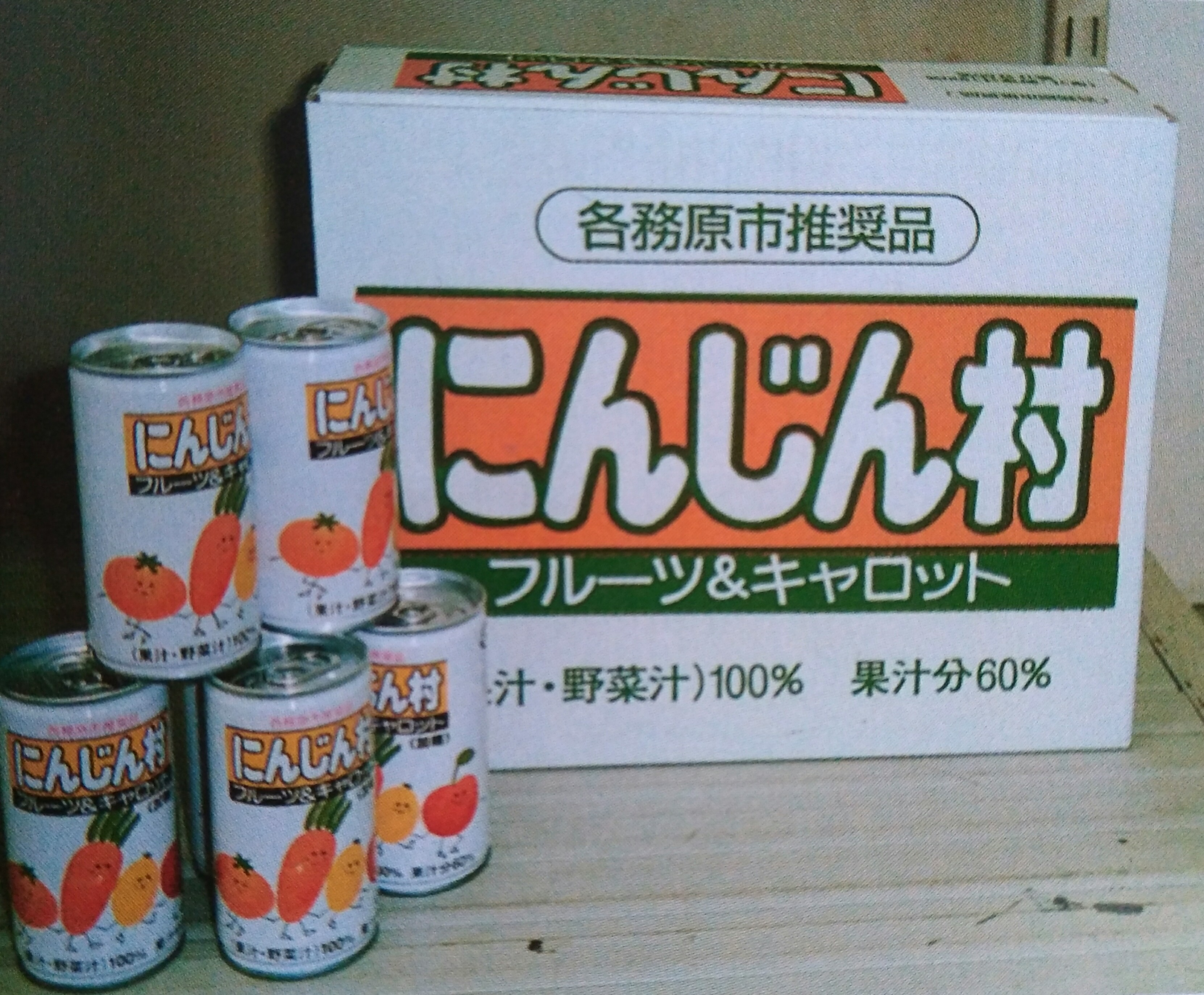
にんじん村ジュース

にんじん村（にんじんむら）とは、岐阜県各務原市で栽培されている各務原にんじんを使用した飲料。「JAぎふ」が製造・販売している。「にんじん村 フルーツ&キャロット」ともいう。

## 概要
各務原市では全国的に珍しくニンジンを二期作しており、各務原市農協が村おこしの特産品として開発されたのが「にんじん村」である。各務原市推奨。ニンジン汁40％、ウンシュウミカン・リンゴ・レモンの果汁60％に加え、蜂蜜を加えることで飲みやすくしている。缶にはニンジンやリンゴ、レモンなどが漫画風に描かれている。1缶あたり180 mlで、冷やして飲むことが推奨されている。

## 沿革
1988年（昭和63年）に開催されたぎふ中部未来博に出品するために新しい特産品の要望が岐阜県や各務原市から農協にあったのが開発のきっかけ。1987年（昭和62年）の夏から開発が開始され、1988年（昭和63年）1月にニンジンの含有率が異なる10種類の試作品ができあがった。農協や各務原市の職員が試飲した結果、ニンジンの含有率が40％になることに決定した。そして、残りの60％についても果汁の混合率を変えた試作品を3、4種類ほど作り、甘味や酸味が適当なものを選ばれた。1988年（昭和63年）2月に販売開始。
商品名は一般公募で寄せられた504件の作品から選ばれた。作品の中には外来語を使ったものが目立ったが、素朴な名前の方がかえって新鮮であるということで「にんじん村」に決定。
最初の予定通りにぎふ中部未来博の会場で販売され、その後に岐阜県や各務原市のイベントでも出品されている。子供から高齢者に至るまで幅広い年齢層に支持を得た。1988年（昭和63年）度には70万本の販売実績があった。
市内の各務原第2工業団地内に各務原工場を新設した大東乳業は、資生堂やサッポロビール、ハウス食品などの缶コーヒーやウーロン茶の製造を受託するほか、「にんじん村」の受託生産も行う。その後、「にんじん村」の生産は長野県の業者に委託された。
岐阜かかみがはら航空宇宙博物館が開館する1996年（平成8年）3月23日からは博物館開館のPRを目的とした記念缶を10万本限定で販売された。この記念缶には短距離離着陸実験機「飛鳥」と博物館のイメージキャラクター「ブルル君」を描かれた。

## 販売
各務原市内の「JAぎふ」の支店や直売所及び各務原市内のスーパーマーケットや近郊の市町の一部のスーパーマーケットで入手可能。